# Joe River
Joe River är ett vattendrag i Kanada. Det ligger i provinsen Manitoba, i den sydöstra delen av landet, 1 700 km väster om huvudstaden Ottawa.
Trakten runt Joe River består till största delen av jordbruksmark. Runt Joe River är det mycket glesbefolkat, med 2 invånare per kvadratkilometer.